# 遭難 (曲)
「遭難」（そうなん）は、日本のバンド・東京事変による楽曲。2004年10月20日に東芝EMI（当時）より発売されたの2枚目のシングルの表題曲として発表された。

## 概要
デビューシングル「群青日和」からわずか約1ヶ月という短い期間で発売された2枚目のシングル。本作ではカバー曲「ダイナマイト」除き、椎名林檎がすべて作詞・作曲を担当している。表題曲「遭難」とカップリング曲「心」は、椎名が東京事変で初めて作曲した楽曲となっている。「遭難」と「ダイナマイト」にはミュージック・ビデオが制作された。またメンバーの晝間幹音とH是都Mが参加した最後のシングルである。前作同様、各楽曲の演奏時間がそれぞれシンメトリーになっている。
初回限定盤は三部作インデックス仕様。

## 収録曲
1. 遭難（distress）
ミュージック・ビデオは6パターン存在し、「遭難」のみのバージョン、「遭難」と「ダイナマイト」の2曲が繋がっており各メンバーが2番のサビの部分を歌っているバージョンがある（全てミュージック・ビデオ集『tokyo incidents vol.1』に収録されている）。
またシングルのブックレットでの英語表記は「distress」だが、アルバム『教育』では「a distress」と記載されている。
この曲が東京事変のために初めて書いた曲で、「愛に溺れてしまい“遭難”しそう」という様子を綴っている[2]。
2. ダイナマイト（dynamite）
50-60年代に活躍したジャズ・シンガーのブレンダ・リーが歌ったことでも知られるスタンダード・ナンバーのカバー[1][2]。
アルバム『教育』発売直後の11月26日には、テレビ朝日『ミュージックステーション』に出演し、同楽曲とアルバム収録曲「林檎の唄」を披露した。
ライブ・ツアー「東京事変 live tour 2005 “dynamite!”」ツアータイトルの由来となった曲であり、『Dynamite out』のエンドロールとしても使用されている。
3. 心（mind）
椎名が自身の誕生日を祝うために一日で書いた曲[注 1]。

詳細
- 全編曲：東京事変

| #         | タイトル         | 作詞       | 作曲        | 時間 |
| --------- | ---------------- | ---------- | ----------- | ---- |
| 1.        | 「遭難」         | 椎名林檎   | 椎名林檎    | 3:23 |
| 2.        | 「ダイナマイト」 | Tom Glazer | Mort Garson | 2:02 |
| 3.        | 「心」           | 椎名林檎   | 椎名林檎    | 4:04 |
| 合計時間: | 合計時間:        | 合計時間:  | 合計時間:   | 9:30 |